# Darıca

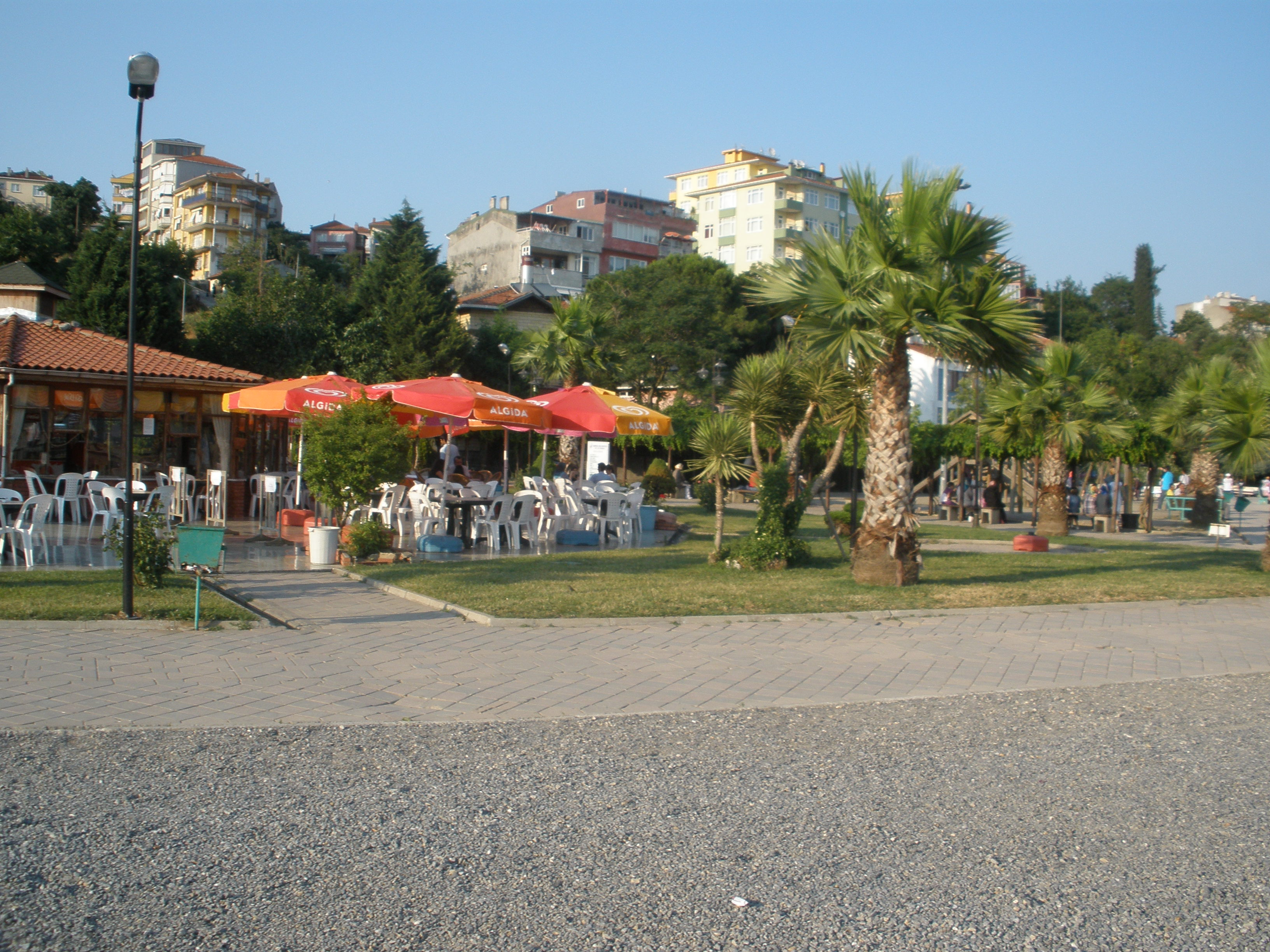
Darıca

Darıca ist eine Stadtgemeinde (Belediye) im gleichnamigen İlçe (Landkreis) der Provinz Kocaeli in der türkischen Marmararegion und zugleich ein Stadtbezirk der 1993 gebildeten Büyükşehir belediyesi Kocaeli (Großstadtgemeinde/Metropolprovinz). Seit der Gebietsreform ab 2013 ist die Gemeinde flächen- und einwohnermäßig identisch mit dem Landkreis.
Darıca liegt am Nordufer der Bucht von İzmit am Marmarameer und grenzt im Norden und Osten an Gebze. Der mit 23 km² kleinste Kreis/Stadtbezirk weist mit 9.399 Einw. je km² die größte Bevölkerungsdichte auf – das ist fast das 16-fache des Provinzwertes.

## Geschichte
Darıca hat seinen Namen von der gleichnamigen Burg, die heute in Ruinen liegt. Die Stadt wurde in der Antike Bithyniesine genannt. Sie wurde erstmals in byzantinischer Zeit als Tararion erwähnt und auch Toricion genannt.
Im 7. Jahrhundert v. Chr. wurde die Region von Griechen und Phrygern besiedelt. Die Stadt selbst wurde in der byzantinischen Zeit (um 378 v. Chr.) gegründet. Ab 1329 befand sie sich in der Hand der Osmanen.
Nach der Schlacht bei Ankara 1402 wurde Darıca wieder an Byzanz abgetreten, aber schon bald von Gazi Timurtaşoğlu Umurbey zurückerobert. Dieser gründete eine Stiftung, um die eroberten Gebiete zu verwalten. Die Stiftung existiert noch heute und verwaltet Grundstücke und Immobilien in der Gegend um Darıca.
Im Ersten Weltkrieg und im Türkischen Befreiungskrieg 1914–21 wurde die Stadt mehrfach geplündert und am 28. April 1921 von griechischen und britischen Truppen besetzt. Die ausländischen Verbände zogen am 26. Juni 1921 ab.
Durch das Gesetz Nr. 5747 wurde der Landkreis Darıca gebildet. Er besteht nur aus der Gemeinde Darica, die bis dahin ein Bucaks gleichen Namens im südwestlichen Teil des Kreises Gebze war.

## Verwaltung
Der Kreis/Stadtbezirk gliedert sich in 14 Mahalle (Stadtviertel, Ortsteile), die zwischen 0,06 und 4,26 km² groß sind. Sie werden von durchschnittlich 15.343 Menschen bewohnt. Die meisten wohnen in 
- Kazımkarabekir Mah. (41.477)
- Osmangazi Mah. (29.850)
- Bağlarbaşı Mah. (27.664)
- Nenehatun Mah. (24.496)
- Fevziçakmak Mah. (19.538)
- Sırasöğütler Mah. (15.485)
- Emek Mah. (12.587 Einw.)

Das Verwaltungszentrum befindet sich im 2,86 km² großen Bağlarbaşı Mahalle. Der oberste Beamte in jedem Mahalle ist ein Muhtar.

## Wirtschaft
Die Landwirtschaft spielt in Darıca heute nur noch eine untergeordnete Rolle; es werden in geringem Umfang Kirschen, Oliven und Artischocken angebaut. Weiterhin wird noch Hühner- und Schafzucht betrieben. Darıca ist für einen speziellen Schafsjoghurt bekannt. Traditionell spielte die Makrelenfischerei durch die Lage am Marmarameer in Darıca immer eine große Rolle, doch heute sind die Bedingungen wegen zurückgehender Fischbestände schwierig.
Durch die günstige Lage am Meer ist der Tourismus ein wichtiger Wirtschaftszweig.
In Darıca findet man den einzigen Tierpark von Istanbul.

## Infrastruktur
Nur 10 Kilometer von Darıca entfernt befindet sich der Flughafen Sabiha Gökçen. Die Stadt hat außerdem direkten Anschluss an die Autobahn sowie einen Fährhafen.

## Einwohnerentwicklung
| Bevölkerungszählung (Census) |         |         |         |         |         |         |         |         |         |         |         |         |         |
| 1927                         | 1935    | 1940    | 1945    | 1950    | 1955    | 1960    | 1965    | 1970    | 1975    | 1980    | 1985    | 1990    | 2000    |
| 2.115                        | 3.243   | 1.659   | 1.873   | 2.966   | 3.813   | 4.713   | 4.952   | 6.560   | 10.602  | 23.905  | 33.551  | 53.560  | 85.818  |
| Bevölkerungsfortschreibung   |         |         |         |         |         |         |         |         |         |         |         |         |         |
| 2007                         | 2008    | 2009    | 2010    | 2011    | 2012    | 2013    | 2014    | 2015    | 2016    | 2017    | 2018    | 2019    | 2020    |
| 109.580                      | 135.966 | 140.302 | 146.896 | 152.542 | 157.304 | 164.385 | 173.139 | 182.710 | 191.123 | 198.153 | 201.468 | 207.345 | 214.796 |